# NGC 2208
NGC 2208 este o galaxie lenticulară situată în constelația Vizitiul. A fost descoperită în 24 noiembrie 1886 de către Lewis A. Swift.